# Jan Środoń
Jan Środoń (ur. 26 kwietnia 1947 w Krakowie) – polski geolog i mineralog, profesor nauk o Ziemi, profesor Instytutu Nauk Geologicznych Polskiej Akademii Nauk, działacz opozycji demokratycznej w PRL.

## Życiorys
Urodził się 26 kwietnia 1947 w Krakowie jako syn Andrzeja Środonia, członka rzeczywistego Polskiej Akademii Nauk i Marii Łańcuckiej-Środoniowej, paleobotaników, późniejszych profesorów w Instytucie Botaniki PAN.
W 1970 ukończył studia geologiczne na Akademii Górniczo-Hutniczej. Doktoryzował się na tej samej uczelni w 1975. W 1986 uzyskał stopień doktora habilitowanego nauk technicznych, a w 1994 – tytuł profesora zwyczajnego nauk o Ziemi.
W 2023 roku znalazł się na liście 2% najbardziej wpływowych naukowców świata, opracowanej przez wydawnictwo Elsevier i Uniwersytet Stanforda, jako najwyżej notowany polski geolog, oraz na liście rankingowej czasopisma "PLOS Biology". 
Żonaty z Anną Schoen, ma dwoje dzieci: Mateusza (ur. 1972) i Marię (ur. 1974), zamężną z Michałem Deskurem.

## Odznaczenia
- Krzyż Oficerski Orderu Odrodzenia Polski (2017)[8]
- Krzyż Kawalerski Orderu Odrodzenia Polski (2007)[9]
- Krzyż Wolności i Solidarności (2023)[10]
- Złoty Krzyż Zasługi (2006)[11]